# Cecilia de la Cueva
Cecilia de la Cueva (Ciudad de México; 21 de agosto de 1987) es una actriz, cantante y bailarina mexicana.
Se dio a conocer en 2011 como una de las participantes del programa musical La Academia, tras finalizar el reality, dio vida a Glinda, la bruja buena en la primera versión en español del musical Wicked.

## Biografía
Toda su infancia cultivó canto y baile. Poco después entró a una academia de baile, donde estudió ballet, jazz, tap, taitiano y hawaiiano. Pero nada extraordinario hubiera ocurrido de no haber descubierto en sus años preparatorianos, el teatro musical, así deslumbrada, se inició haciendo obras de nombres como Newsies, Guys & Dolls y The Wiz antes de saltar al ámbito profesional.

## Trayectoria
En el 2006, a los 19 años, debuta profesionalmente de la mano de OCESA en la obra musical Los productores junto con Adal Ramones, Alejandro Calva, Pedro Armendáriz Jr. y Juan Manuel Bernal; más adelante se sumó al elenco de la comedia El diluvio que viene donde protagoniza con María Inés Guerra y Jaime Camil.
En el 2008, encarna a “Úrsula” en Sweet Charity junto con Lolita Cortés y Mauricio Martínez, bajo la dirección de Arthur Marsella y Kristen Blodgette, en este mismo año es invitada a dar funciones de Sueño de una noche de verano como “Hermia”. 
En julio de 2009 estrena Mamma Mia! como “Ali” y “Sophie u/s” bajo la dirección de Robert McQueen, Janet Rothermel y David Holcenberg.
Durante el año 2010, continúa ahora con el personaje de “Judy” en la puesta en escena A Chorus Line bajo la dirección de Michael Gorman e Isaac Saúl.
En el año 2011 participó en el reality show musical La Academia de TV Azteca, en donde llegó hasta la gran final del programa.
Sin embargo, aunque hizo varios proyectos de televisión, como la parte de entretenimiento musical de las Olimpiadas, el tema de clausura de las mismas y el del mundial, hace su regreso al teatro con dos puestas Mentiras: el musical interpretando a “Yuri” & “Daniela” y "Mi primer gran musical" como “Bárbara”.
En el año 2013 Cristian Castro le hace la formal invitación para realizar una serie de conciertos en el Auditorio Nacional como actriz invitada. 
En octubre del mismo año, vuelve al escenario descendiendo en una burbuja interpretando a “Glinda” en Wicked, bajo de la dirección de Lisa Leguillou y la dirección musical de Stephen Oremus.

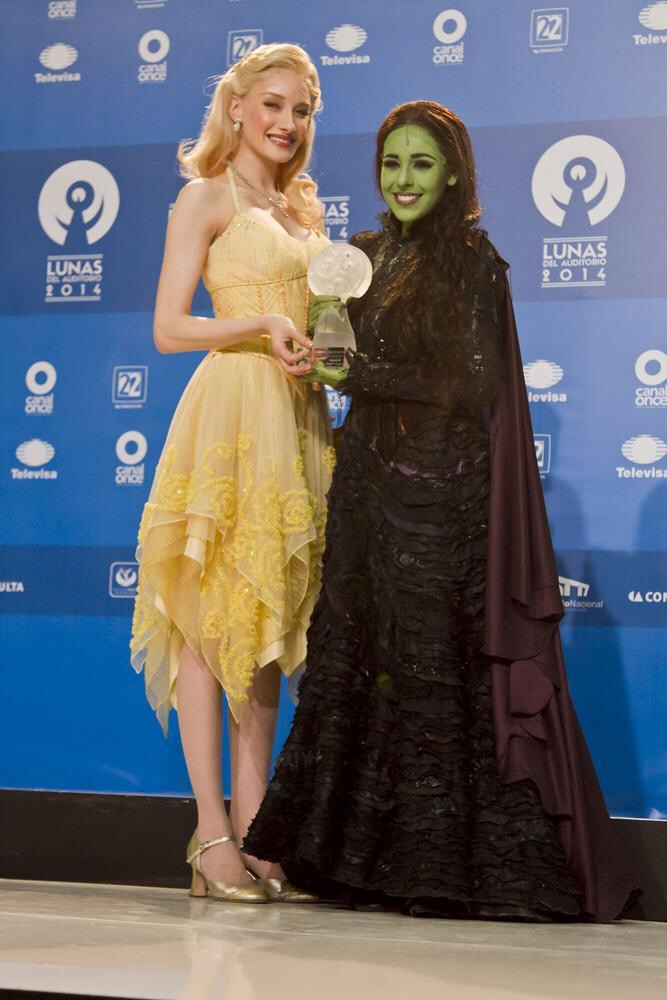
Danna Paola y Cecilia de la Cueva de Wicked en Las Lunas del Auditorio.

Durante el año 2016 incursiona en el show musical en vivo llamado MYST Sountrack, de la mano del productor y director musical Chacho Gaytan, en el mismo donde ha compartido escenario con conocidos como Erick Sandoval, Menny Carrasco, Erika Alcocer Luna y Vince Miranda.
En el mismo año, actúa en la obra El joven Frankenstein (El Musical); A la par en Annie El Musical, interpretando a Lily St. Regis; y en la puesta en escen Verdad o Reto. De igual manera interpreta a la cantante argentina Amelita Baltar en la serie Hasta que te conocí, biográfica del cantante mexicano Juan Gabriel.
En 2018, regresa a la televisión actuando en la serie juvenil de Televisa Like, interpretando a Soledad "Sole" Salas.
En 2024 hizo el doblaje de la película Wicked junto a Danna Paola, con el personaje de "Glinda".

### Televisión
| Año       | Telenovela                      | Personaje                   |
| --------- | ------------------------------- | --------------------------- |
| 2023      | Asuntos Pendientes del Más Allá | Camila                      |
| 2021      | Cecilia                         | Fer                         |
| 2020      | Cindy la Regia                  | Keka                        |
| 2019      | Por amar sin ley                | Milagros Samperio           |
| 2018-2019 | Like                            | Soledad "Sole" Salas Oliver |
| 2015      | Hasta que te conocí             | Amelita Baltar              |
| 2011      | La Academia                     | Ella misma, participante    |

### Discografía
- Dejame amarte (2020)
- Winter I (2023)

## Vida privada
En el año 2011 conoció al exparticipante de la tercera generación de La Academia, el cantante y productor musical César Robles, con quién comenzó una relación amorosa.

## Caso de acoso escolar
Durante el año 2018 en una entrevista para un programa de espectáculos, Cecilia de la Cueva mencionó que durante su infancia sufrió «bullying» por parte de dos de sus compañeras de colegio, misma situación que la dejó con grandes heridas en sus orejas hasta incluso dejarla sin una de sus extremidades auditivas, aventarla a una alberca y demás agresiones físicas a su integridad.